# Barbara Borkowska-Larysz
Barbara Helena Borkowska-Larysz (ur. 12 marca 1940, zm. 21 listopada 2015) – polska architekt wnętrz, prof. dr hab.

## Życiorys
W 1963 r. ukończyła Wydział Architektury Wnętrz Akademii Sztuk Pięknych im. Jana Matejki w Krakowie, w 1975 r. obroniła pracę doktorską, w 1993 r. habilitowała się w dziedzinie sztuk plastycznych / sztuki projektowe. W 1998 r. uzyskała tytuł profesora sztuk plastycznych. Była pracownikiem naukowym w Katedrze Projektowania Architektury Wnętrz na Wydziale Architektury Wnętrz Akademii Sztuk Pięknych im. Jana Matejki w Krakowie. Wykładowca i kierownik Katedry Architektury Wnętrz Politechniki Białostockiej (2000–2015). Była członkiem honorowym Stowarzyszenia Projektantów Form Przemysłowych.
Była żoną Grzegorza Larysza (ur. 1934).
Pochowana 27 listopada 2015 na cmentarzu Rakowickim w Krakowie (kwatera PAS 54-płn-po lewej Stuhra).

## Ordery i odznaczenia
- Krzyż Kawalerski Orderu Odrodzenia Polski (2013)[8]
- Medal Komisji Edukacji Narodowej